# Fornjótr
Fornjótr è un personaggio della mitologia norrena. Descritto come un gigante, e associato alle tempeste, fu padre di Ægir, Kári e Logi. Il significato del nome non è chiaro, potrebbe derivare da forn "vecchio" e jótr gigante, o potrebbe essere for "antico" e njótr "distruttore". Fornjótr è anche, secondo una particolare genealogia, il più antico antenato conosciuto di Guglielmo I d'Inghilterra e antenato di molte famiglie nobili europee e islandesi.